# 民族史
民族史是指人們通过傳世文獻以及其他例如地图、音乐、绘画、摄影、民俗、口耳相傳、遗址勘探、考古、博物馆收藏的文物等相關信息来研究原住民以及相關文化的學問。